# Microsoft Project
Microsoft Project (o MSP) è un software di pianificazione (utilizzato anche nel project management) sviluppato e venduto da Microsoft. È uno strumento per assistere i project manager nella pianificazione, nell'assegnazione delle risorse, nella verifica del rispetto dei tempi, nella gestione dei budget e nell'analisi dei carichi di lavoro.

## Descrizione
La prima versione, Microsoft Project per Windows v1.0, fu cominciata nel 1987 da una piccola compagnia esterna. Nel 1988 la compagnia fu acquistata da Microsoft, che portò lo sviluppo del progetto in casa, dove fu completato e distribuito nel 1990. 
Project fu la terza applicazione Microsoft a essere basata su Windows, e già dopo due anni dalla sua introduzione divenne il software più importante per il project management.
Nel 1991 fu distribuita la versione per Macintosh. Ulteriori versioni per Windows e Macintosh furono distribuite nel 1992 (v3), 1993 (v4), 1995, 1998, 2000, 2002, 2003, 2007 e 2016. Non esiste alcuna Versione 2 su nessuna piattaforma; il progetto originale di tale versione fu caricato ulteriormente con l'aggiunta della gestione delle macro, e il lavoro extra richiesto per supportare un linguaggio per le macro portò la tempistica dello sviluppo ad allungarsi fino al 1992 (Versione 3).
Microsoft Project consente di applicare i procedimenti di gestione progettuale descritti nel PMBOK (Project Management Body of Knowledge) del PMI (Project Management Institute). Per un corretto uso, è possibile seguire il metodo del percorso critico (Critical Path Method o CPM) o il PERT (Program Evaluation and Review Technique - Tecnica di revisione e valutazione dei progetti).

## Loghi

Logo di Microsoft Project 2013-2019
Logo di Microsoft Project 2019